# トムス
株式会社トムス（英: TOM'S Co., Ltd.）は、主にトヨタ車向けのアフターパーツなどの開発・販売を手がける日本の企業。モータースポーツではトヨタのセミワークスチームとしての参戦の他、エンジンコンストラクター・チューナーとしても活動している。本社は東京都世田谷区。トムスを源流に持つチューニングショップ「トムススピリット」についても当記事で扱う。

## 概要
設立は1974年。オイルショックによりトヨタがワークスチームを解散したのに伴い、そのワークスドライバーだった舘信秀と、トヨタ系ディーラーのスポーツコーナー責任者だった大岩湛矣（おおいわ きよし）が共同で立ち上げた。「TOM'S」の名の由来は、舘（Tachi）、大岩（Oiwa）とモータースポーツ（Motor Sports）の頭文字を組み合わせたものである。
設立以来トヨタのレース活動に深く関わっており、一時はトヨタのワークス活動を委託されていた上に、現在でもトヨタ系の有力チームとして国内外の各カテゴリーで活躍していることや、トヨタ系のディーラーでも販売されるチューンドパーツメーカーとして有名であるため、社名を「トヨタ・モータースポーツ」の略と間違われることもあるが、トヨタ自動車本体およびグループ会社の資本が一切入っていない独立資本の企業である。
また1994年にはトヨタ車のチューニングパーツを専門に扱うトムススピリットが設立され、モータースポーツではトヨタの育成プログラムを担っている。
2017年12月20日に、ゲームコンテンツ会社のモブキャスト（現モブキャストホールディングス）がトムスの全株式を2018年2月28日付で取得し、同社の連結子会社とすることを発表したが、2020年6月26日に、舘と谷本勲が設立したT2へ株式80%が譲渡され、2021年1月29日、保有するトムス全株式をトムスに譲渡すると発表した。

## レース活動

### プロトタイプレーシングカー

#### 全日本スポーツプロトタイプカー耐久選手権
全日本スポーツプロトタイプカー耐久選手権（JSPC）には1983年のシリーズ開幕戦、鈴鹿500kmから参戦。以降1992年のシリーズ最終戦MINE500kmまで全戦参加する。1983年開幕時は、1982年のWEC-JAPAN用に開発したトムス童夢・セリカCを改良したトムス82Cを使用し、シーズン途中からトムス83Cに変更した。
以降84C、85C、86C、87C、88C、88C-V、89C-V、90C-V、91C-V、92C-V、TS010を投入し、10年間で8勝をあげた。1992年にはCクラスでチャンピオンを獲得している。1987年からは「TOYOTA TEAM TOM'S」（TTT）としてトヨタのワークス活動も担う。これに伴い87C以降はマシン名も「トムス」から「トヨタ」になった。

#### ル・マン24時間レース
ル・マン24時間レースへの初参戦は1980年で、マシンはIMSA-GTX仕様のA40セリカ・ターボ。この時は予選落ちに終わる。
1985年からはグループCで参戦を続ける。85年はトムス・85C/トヨタで12位完走。1987年からは「TOYOTA TEAM TOM'S」（TTT）としてトヨタのワークスとして参戦。1990年にはトヨタ90C-Vで6位入賞。1991年には参戦を休止したが、1992年にはTS010で復帰、2位に入賞し関谷正徳が日本人として初めてル・マンの表彰台に立った。翌1993年もTS010で挑むがまたしてもプジョーに敗れ4位。以降トムスはル・マンに参戦していない。

#### 世界スポーツプロトタイプカー選手権
世界スポーツプロトタイプカー選手権 (WSPC) には1989年から「TOYOTA TEAM TOM'S」（TTT）としてトヨタ88C、89C-Vでフル参戦。第2戦ディジョンでは88Cが4位に入賞している。翌1990年には全戦2カーで挑むが、開幕戦の鈴鹿の4位が最高位。
スポーツカー世界選手権 (SWC) と改称した翌1991年は参戦を休止したが、最終戦オートポリスに翌年の参戦を条件に特例で開発したばかりのTS010でスポット参戦し6位となった。1992年にTS010でシリーズ復帰。開幕戦モンツァでは小河等が優勝を飾るもその後はプジョーに勝てず、チャンピオンの座は獲得できなかった。SWCはこのシーズンをもって終了した。

### フォーミュラカー

#### ミドルフォーミュラ
全日本F3選手権においては、参戦当初より現在に至るまでトップコンテンダーとして活躍し、数多のチャンピオンを輩出している。チームだけでなくF3用エンジンチューナーとして古くから活動し、最大のライバルであった無限の撤退後は、全日本F3に参戦しているチームのほとんどがトムス・トヨタ製のエンジンを搭載している。また、Nクラスにおいては2017年までトムス・トヨタ製エンジンの使用が義務付けられている。かつては後述のトムスGBで設計・製作したオリジナルシャシーで参戦していたこともあった。
トムススピリットがF3チームの運営を担当する以前からフォーミュラトヨタ・レーシングスクール (FTRS) やトヨタ・ヤングドライバーズ・プログラム (TDP) と連携しての日本人若手ドライバーのチーム内での育成を行っており、高木虎之介、中嶋一貴、大嶋和也といったドライバーたちが巣立っている。また外国人若手ドライバーの発掘も行っており、過去にジャック・ヴィルヌーヴ、トム・クリステンセン、トム・コロネル、エイドリアン・スーティル、マーカス・エリクソンといったドライバーが在籍している。
マカオグランプリにも積極的に参戦しており、1992年（リカルド・リデル）、1998年（ピーター・ダンブレック）、1999年（ダレン・マニング）、2007年（オリバー・ジャービス）、2008年（国本京佑）と、マカオグランプリのF3レースで通算5勝を挙げている。マカオグランプリのF3レースには他にも日本のレーシングチームが多数参戦するが、F3レースで優勝経験がある日本のレーシングチームはトムスだけである。
2015年から始まったFIA-F4選手権は、トムスが完全内製した2L 4気筒 NAエンジン「TZR42」を童夢のF110に搭載したワンメイクである。ここにもトムススピリットがトヨタの若手を擁して参戦し、坪井翔と宮田莉朋がチャンピオンとなっている。
2020年から始まったフォーミュラ・リージョナル・ジャパニーズ・チャンピオンシップには、トムス・ユースとして若手育成を目的とした参戦を開始。古谷悠河が童夢の「F111/3」に搭乗している。同年、会員制のサービスを開始するとして同車両を使用したメンテナンスサービスを行う事を発表している。

#### 全日本F3000選手権〜スーパーフォーミュラ
全日本F3000選手権には1993年のみ参戦。ドライバーに関谷正徳を起用し、第10戦は野田英樹が関谷に代わってスポット参戦。第11戦（最終戦）は関谷と野田の2台体制となる。
- 1993年
  - TOM'S REYNARD 93D（#36 関谷正徳／野田英樹） - Reynard 93D・Ford Cosworth DFV
  - TENORAS TOM'S 93D（#30 野田英樹） - Reynard 93D・Ford Cosworth DFV

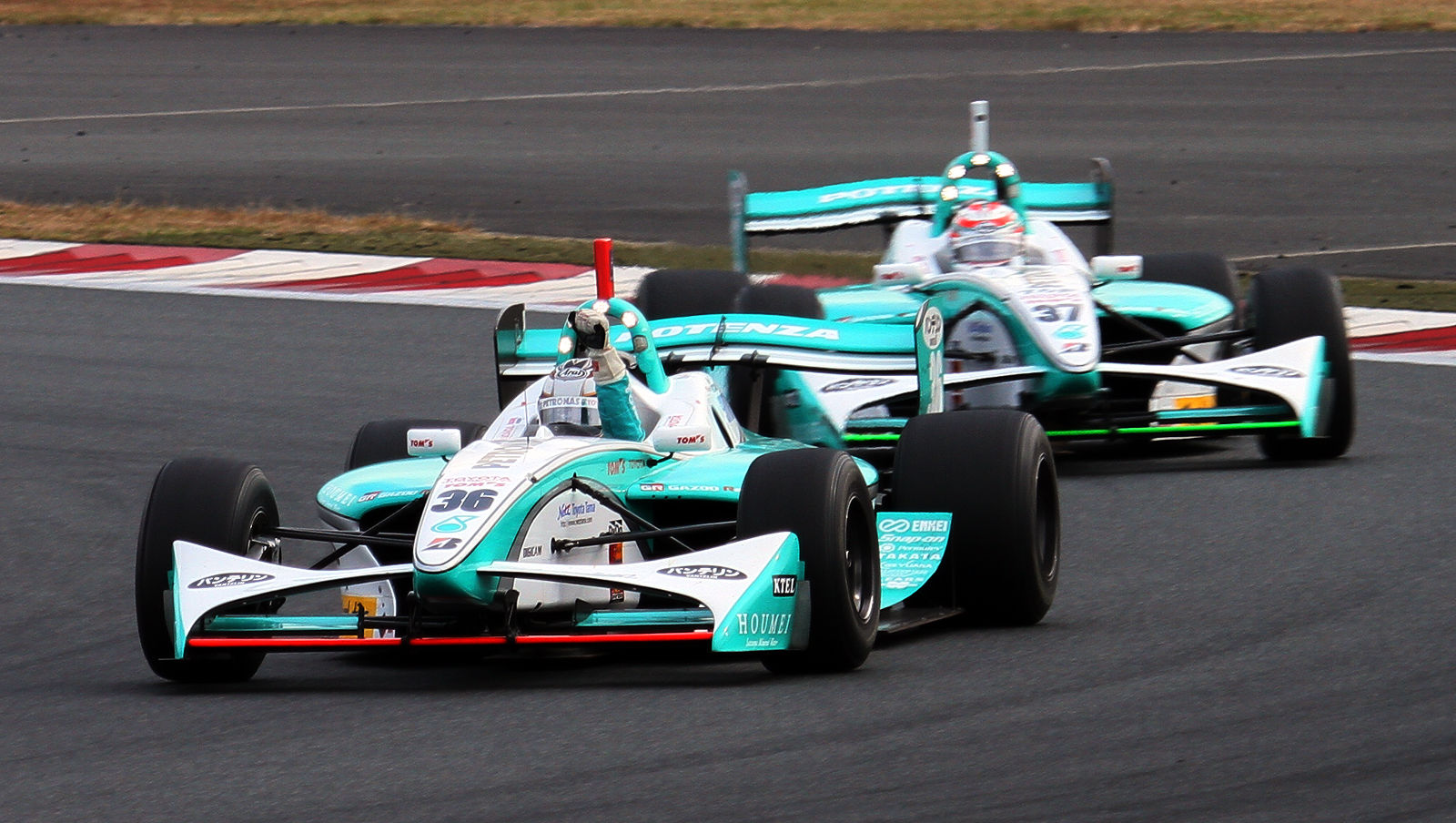
2010年JAFグランプリ・レース1のアンドレ・ロッテラー（前）と大嶋和也の1-2フィニッシュ

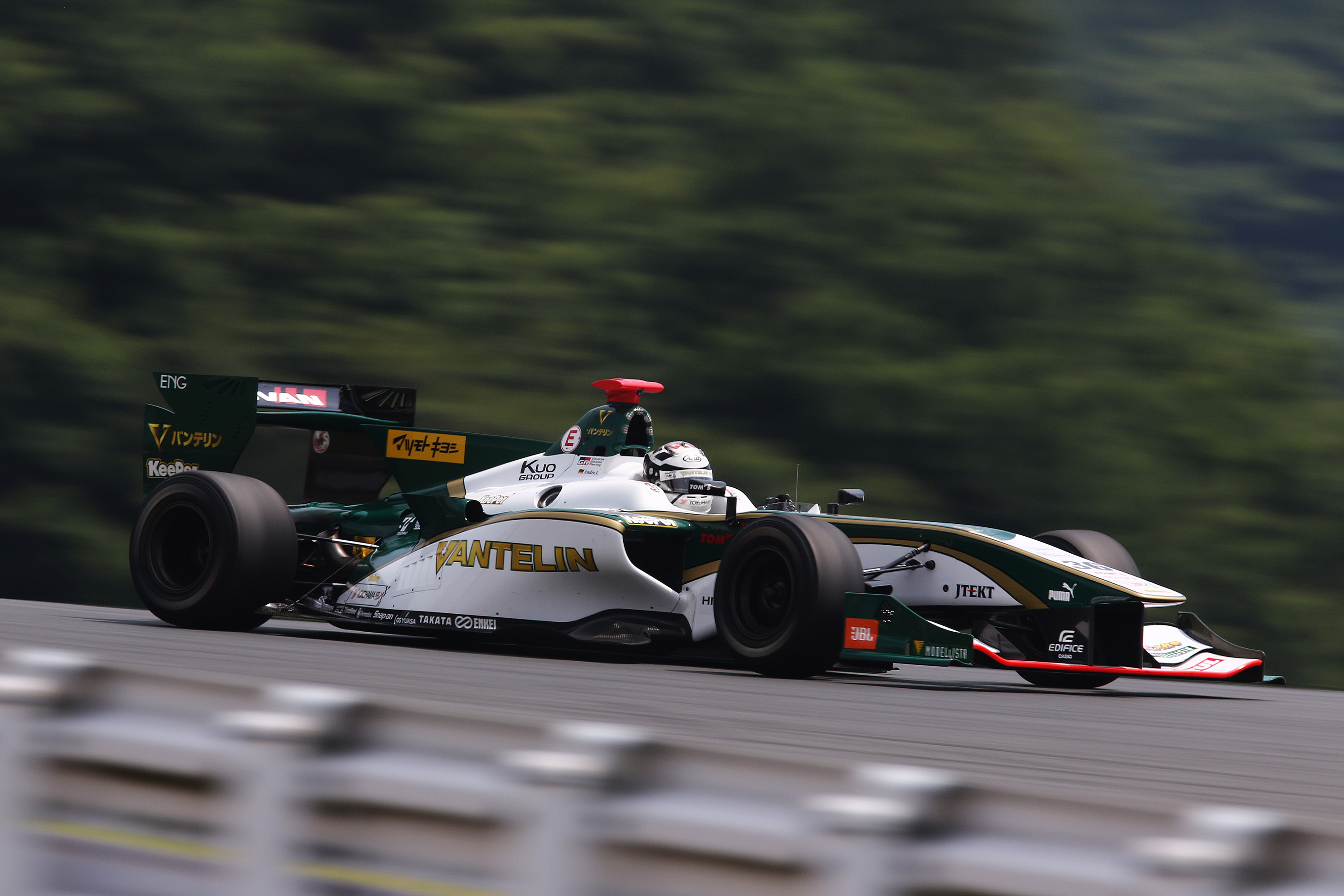
2017年第5戦のアンドレ・ロッテラー

フォーミュラ・ニッポンには2006年より参戦。2006年に2勝、2007年に1勝、2008年に1勝（第6戦の第2レース）、2009年に1勝、2010年に2勝を挙げた。そして2011年にはロッテラーが5勝、中嶋一貴が1勝、さらにロッテラーが欠場した第2戦(中嶋が優勝)を除く全レースで二人が表彰台に上がるという圧倒的な強さで初のチームタイトルを獲得、ドライバーズランキングもロッテラーと中嶋で1位、2位を占めるという圧勝であった。
翌2012年は中嶋がシリーズチャンピオンを獲得、チームランキングはダンデライアンに敗れ2位に終わった。2013年はチームタイトルを2年ぶり奪還、チーム創立40周年となる2014年は中嶋が再びドライバーズタイトルを獲得し、チームタイトルも2年連続で獲得、2015年はドライバーズタイトルこそ逃したが中嶋が2位、ロッテラーが3位となりチームタイトル3連覇、名実共に黄金時代を迎えた。しかしその後はCERUMO・INGINGの後塵を拝している。2017年、この年を最後に12年に渡って在籍したロッテラーがレギュラー参戦するフォーミュラEとWECとのスケジュールが合わないことからチームを離れることを発表。2018年からは新たにジェームス・ロシターが加入し、中嶋とチームメイトになる。
- 2006年
  - DHG TOM'S RACING（#36 アンドレ・ロッテラー／#37 土屋武士） - FN06・TOYOTA RV8J
- 2007年
  - DHG TOM'S RACING（#36 アンドレ・ロッテラー／#37 荒聖治） - FN06・TOYOTA RV8J
- 2008年
  - PETRONAS TEAM TOM'S（#36 アンドレ・ロッテラー／#37 荒聖治） - FN06・TOYOTA RV8J
- 2009年
  - PETRONAS TEAM TOM'S（#36 アンドレ・ロッテラー／#37 大嶋和也） - FN09・TOYOTA RV8K
- 2010年
  - PETRONAS TEAM TOM'S（#36 アンドレ・ロッテラー／#37 大嶋和也） - FN09・TOYOTA RV8K
- 2011年（チームタイトル獲得）
  - PETRONAS TEAM TOM'S（#36 アンドレ・ロッテラー・井口卓人(第2戦のみ)／#37 中嶋一貴） - FN09・TOYOTA RV8K
- 2012年
  - PETRONAS TEAM TOM'S（#1 アンドレ・ロッテラー／#2 中嶋一貴） - FN09・TOYOTA RV8K
- 2013年
  - PETRONAS TEAM TOM'S（#1 中嶋一貴／#2 アンドレ・ロッテラー） - SF13・TOYOTA RV8K
- 2014年
  - PETRONAS TEAM TOM'S（#36 アンドレ・ロッテラー／#37 中嶋一貴） - SF14・TOYOTA RI4A
- 2015年
  - PETRONAS TEAM TOM'S（#1 中嶋一貴／#2 アンドレ・ロッテラー） - SF14・TOYOTA RI4A
- 2016年
  - VANTELIN TEAM TOM'S（#36 アンドレ・ロッテラー／#37 中嶋一貴） - SF14・TOYOTA RI4A
- 2017年
  - VANTELIN TEAM TOM'S（#36 アンドレ・ロッテラー／#37 中嶋一貴） - SF14・TOYOTA RI4A
- 2018年
  - VANTELIN TEAM TOM'S（#36 中嶋一貴・ジョアオ・パオロ・デ・オリベイラ(第5戦のみ)／#37 ジェームス・ロシター） - SF14・TOYOTA RI4A
- 2019年
  - VANTELIN TEAM TOM'S（#36 中嶋一貴／#37 ニック・キャシディ）- SF19・TRD Biz-01F
- 2020年
  - VANTELIN TEAM TOM'S（#1 ニック・キャシディ／#36 中嶋一貴）- SF19・TRD Biz-01F
- 2021年
  - Kuo VANTELIN TEAM TOM'S（#36 中嶋一貴／#37 宮田莉朋）- SF19・TRD Biz-01F

### ツーリングカー

#### 全日本GT選手権・SUPER GT
全日本GT選手権には1995年より参戦。1997年にシリーズチャンピオンを獲得後、2005年にSUPER GTとなってからも参戦を継続。2006年、2008年、2009年、2017年、2019年、2021年とチームチャンピオンに輝いており、トヨタ（レクサス）陣営内で圧倒的に最多タイトル数を獲得している、名実ともに最強チームである。
マシンのベースとなる車種は2005年まではトヨタ・スープラ、2006年から2013年はレクサス・SC430、2014年から2016年はレクサス・RC F、2017年から2019年はレクサス・LC500、2020年からはトヨタ・GRスープラを用いている。エントラント名は2000年以前はスポンサー名を含むものだったが、2001年から「TOYOTA TEAM TOM'S」に統一した。同年に関谷正徳が監督に就任している。2008年からはスポンサー名を含むエントラント名に戻った(ただし2016年のみ「LEXUS TEAM TOM'S」に統一した)。2023年現在、ARTAと並んでGT500クラスに2台のマシンをエントリーする2チームのうちのひとつである。
- 1995年
  - 36号車 トヨタカストロールスープラ　関谷正徳/ミハエル・クルム（BS）
- 1996年
  - 36号車 カストロールトムススープラ　関谷正徳/ペドロ・デ・ラ・ロサ（BS）
- 1997年

- - 36号車 カストロールトムススープラ　ミハエル・クルム/ペドロ・デ・ラ・ロサ（BS）
  - 37号車 カストロールトムススープラ　関谷正徳/鈴木利男（BS）
- 1998年
  - 36号車 カストロールトムススープラ　関谷正徳/ノルベルト・フォンタナ（DL）
  - 37号車 カストロールトムススープラ　鈴木利男/ケルビン・バート（DL）
- 1999年
  - 35号車 マツモトキヨシトムススープラ　山路慎一/ピエール・アンリ・ラファネル（MI）
  - 36号車 カストロールトムススープラ　関谷正徳/黒澤琢弥（MI）
  - 37号車 カストロールトムススープラ　鈴木利男/片山右京（MI）
- 2000年
  - 35号車 マツモトキヨシトムススープラ　山路慎一/ピエール・アンリ・ラファネル（MI）
  - 36号車 カストロールトムススープラ　関谷正徳/土屋武士（MI）
  - 37号車 カストロールトムススープラ　荒聖治/鈴木利男（MI）
- 2001年
  - 36号車 カストロールトムススープラ　黒澤琢弥/土屋武士（MI）
  - 37号車 マツキヨZENTトムススープラ　山路慎一/ワイン・ガードナー（MI）
- 2002年
  - 36号車 トクホントムススープラ　土屋武士/ワイン・ガードナー（MI）
  - 37号車 ZENTトムススープラ　黒澤琢弥/パオロ・モンティン（MI）
- 2003年
  - 36号車 WOODONEトムススープラ　土屋武士/エリック・コマス（MI）
  - 37号車 ZENTトムススープラ　黒澤琢弥/マルコ・アピチェラ（MI）
- 2004年
  - 36号車 WOODONEトムススープラ　土屋武士/マルコ・アピチェラ（BS）
  - 37号車 DYNACITYトムススープラ　ジェームス・コートニー/片岡龍也（BS）
- 2005年
  - 36号車 DYNACITY（OPEN INTERFACE）トムススープラ　土屋武士/ジェームス・コートニー（BS）
  - 37号車 DYNACITY（OPEN INTERFACE）トムススープラ　片岡龍也/山本左近（BS）

※第4戦までダイナシティがメインスポンサーだったが、同社の社長の不祥事などがら、第5戦よりオープンインタフェースがメインスポンサーとなった。
- 2006年
  - 36号車 OPEN INTERFACE TOM'S SC430　脇阪寿一/アンドレ・ロッテラー（BS）

※2006年は1台のみのエントリーなのは、トヨタがSCの供給を全部で4台に絞った為だが後述の通りこの年以降2012年まで1台体制となっている。鈴鹿1000kmでは、エイドリアン・スーティルも参戦。
- 2007年
  - 1号車 宝山 TOM'S SC430　脇阪寿一/アンドレ・ロッテラー（BS）

※鈴鹿1000kmではオリバー・ジャービスが起用されている。
- 2008年
  - 36号車 PETRONAS TOM'S SC430　脇阪寿一/アンドレ・ロッテラー（BS）

※鈴鹿1000kmではカルロ・ヴァン・ダムが起用されている。
- 2009年
  - 36号車 PETRONAS TOM'S SC430　脇阪寿一/アンドレ・ロッテラー（BS）
- 2010年
  - 1号車 PETRONAS TOM'S SC430　脇阪寿一/アンドレ・ロッテラー（BS）
- 2011年
  - 36号車 PETRONAS TOM'S SC430　アンドレ・ロッテラー/中嶋一貴（BS）
- 2012年
  - 36号車 PETRONAS TOM'S SC430　中嶋一貴/ロイック・デュバル・リチャード・ライアン(第2戦のみ)（BS）
- 2013年
  - 36号車 PETRONAS TOM'S SC430　中嶋一貴/ジェームズ・ロシター (BS)
  - 37号車 KeePer TOM'S SC430 伊藤大輔/アンドレア・カルダレッリ (BS)
  - 37号車は前年のKRAFTを引き継ぐことで再び2台体制となる。

- 2014年
  - 36号車 PETRONAS TOM'S RC F　中嶋一貴（Rd.1,4-8）/ジェームズ・ロシター /平川亮（Rd.2,3）(BS)
  - 37号車 KeePer TOM'S RC F 伊藤大輔/アンドレア・カルダレッリ (BS)
- 2015年
  - 36号車 PETRONAS TOM'S RC F　伊藤大輔/ジェームズ・ロシター (BS)
  - 37号車 KeePer TOM'S RC F  　平川亮/アンドレア・カルダレッリ (BS)
- 2016年
  - 36号車 au TOM'S RC F　伊藤大輔/ニック・キャシディ (BS)
  - 37号車 KeePer TOM'S RC F　平川亮/ジェームズ・ロシター (BS)
- 2017年
  - 36号車 au TOM'S LC500　中嶋一貴（Rd.1,3-8）/ジェームズ・ロシター/伊藤大輔（Rd.2） (BS)
  - 37号車 KeePer TOM'S  LC500　平川亮/ニック・キャシディ (BS)
- 2018年
  - 1号車 KeePer TOM'S LC500　平川亮/ニック・キャシディ (BS)
  - 36号車 au TOM'S LC500　中嶋一貴（Rd.1,3-8）/関口雄飛/ジェームズ・ロシター（Rd.2） (BS)
- 2019年
  - 36号車 au TOM'S LC500　中嶋一貴（Rd.1,3-8）/関口雄飛/宮田莉朋（Rd.2） (BS)
  - 37号車 KeePer TOM'S LC500　平川亮/ニック・キャシディ (BS)
- 2020年
  - 36号車 au TOM'S GR Supra　関口雄飛/サッシャ・フェネストラズ (BS)
  - 37号車 KeePer TOM'S GR Supra　平川亮/ニック・キャシディ(Rd.1-6)/山下健太(Rd.7-8) (BS)
- 2021年
  - 36号車 au TOM'S GR Supra　関口雄飛/坪井翔 (BS)
  - 37号車 KeePer TOM'S GR Supra　平川亮/サッシャ・フェネストラズ (BS)
- 2022年
  - 36号車 au TOM'S GR Supra　坪井翔/ジュリアーノ・アレジ (BS)
  - 37号車 KeePer TOM'S GR Supra　サッシャ・フェネストラズ/宮田莉朋 (BS)
- 2023年
  - 36号車 au TOM'S GR Supra　坪井翔/宮田莉朋 (BS)
  - 37号車 Deloitte TOM'S GR Supra　笹原右京/ジュリアーノ・アレジ (BS)

※括弧内は使用タイヤメーカー。BS＝ブリヂストン、DL＝ダンロップ、MI=ミシュラン

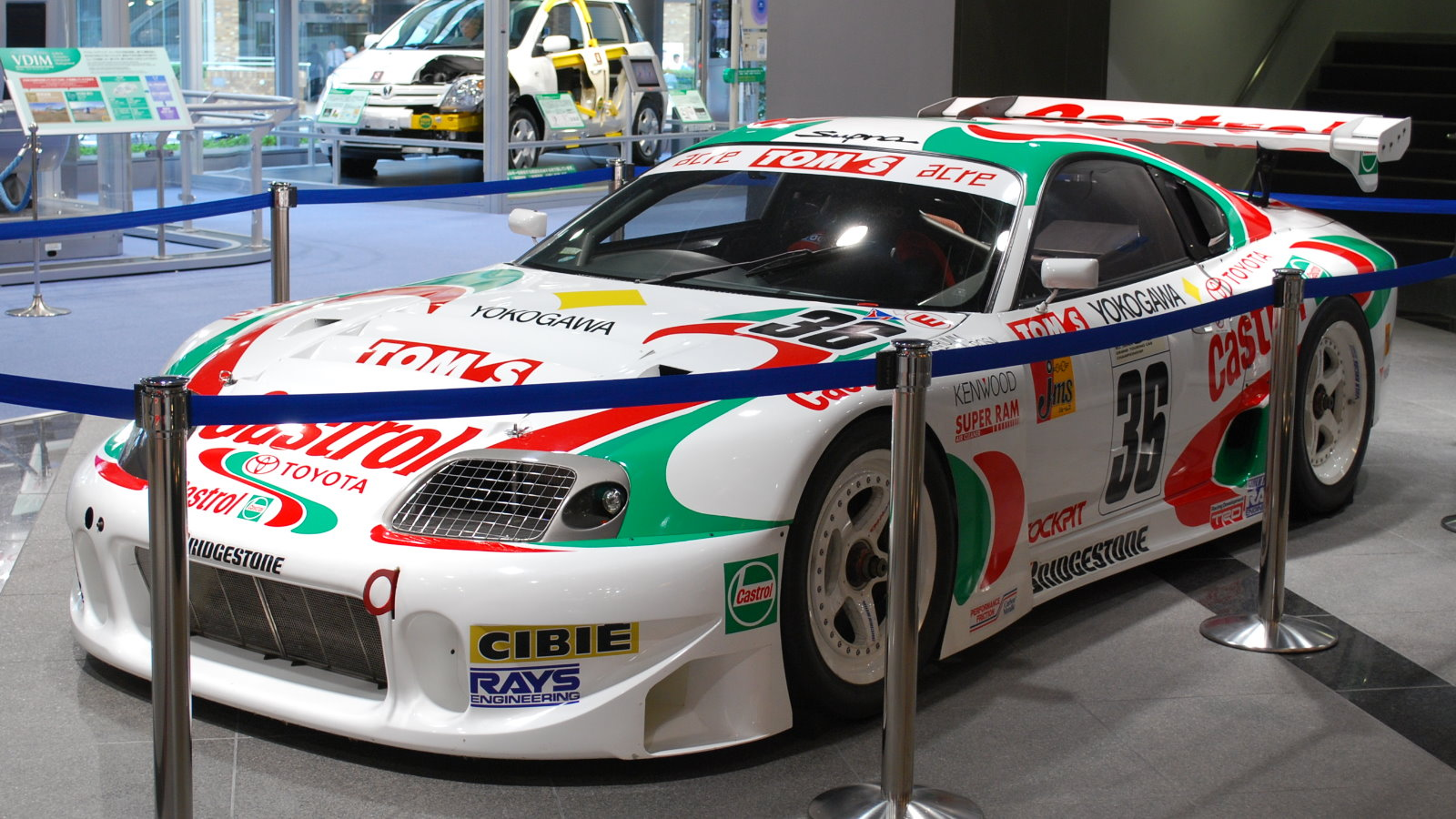
カストロールトムススープラ（1997年 36号車）
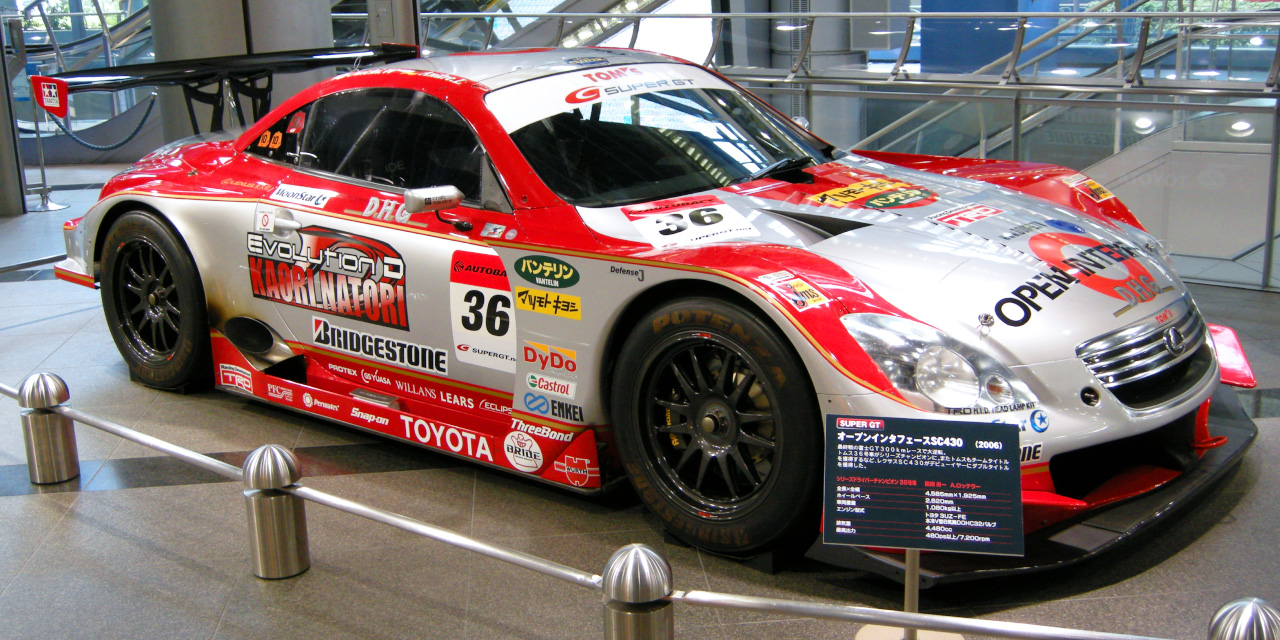
OPEN INTERFACE TOM'S SC430（2006年）
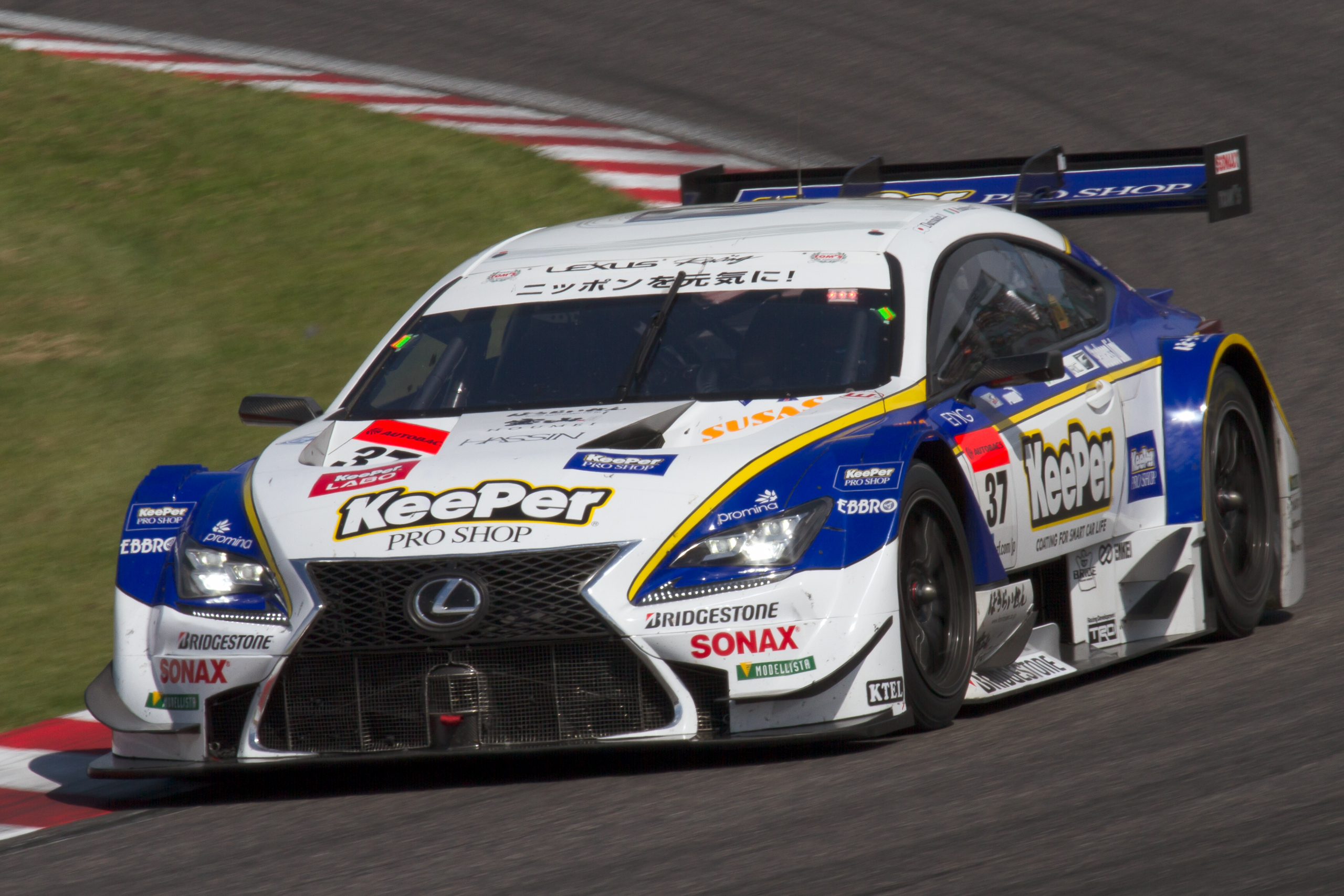
KeePer TOM'S RC F（2014年 37号車）
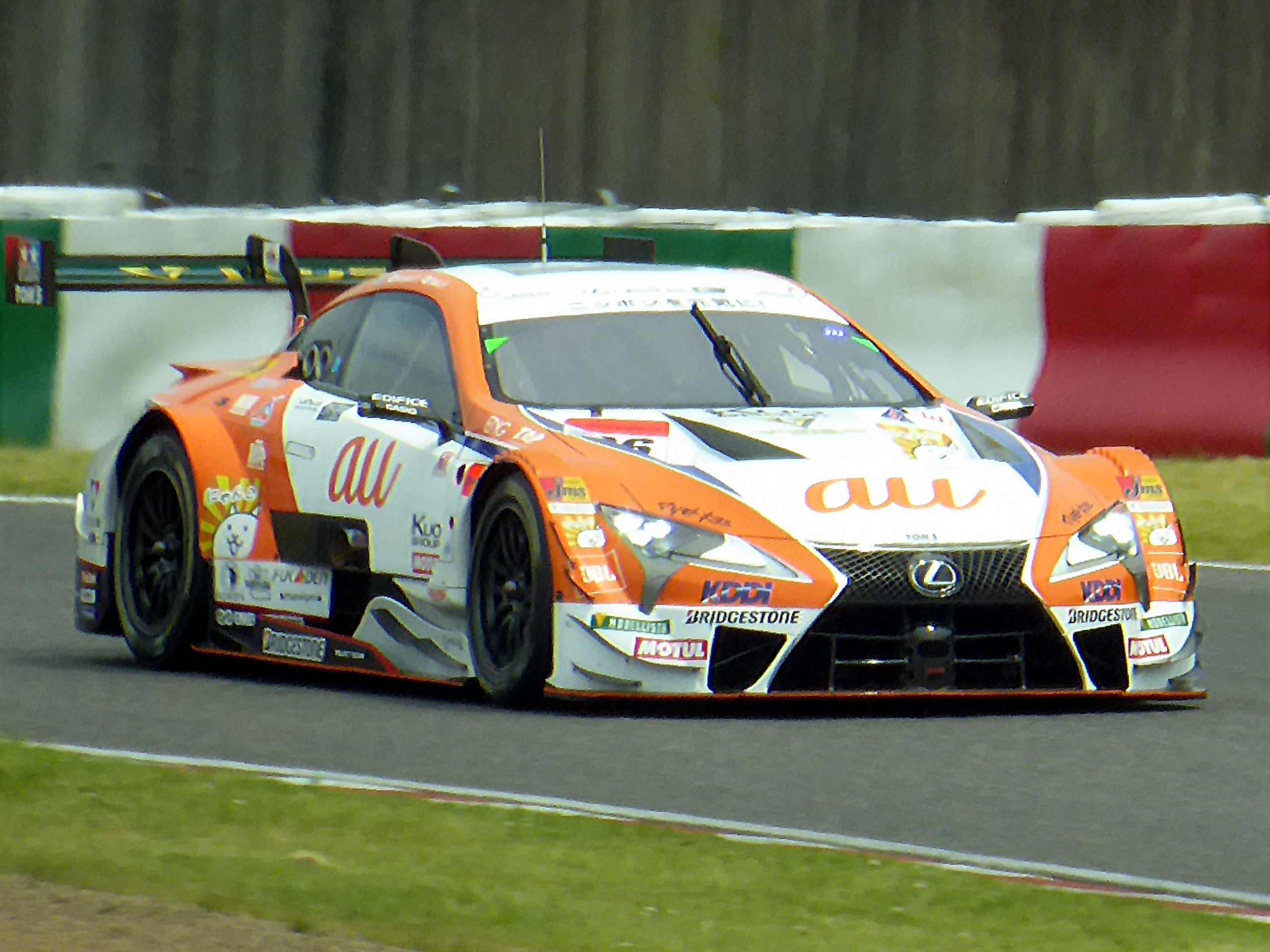
au TOM'S LC500（2019年 36号車）
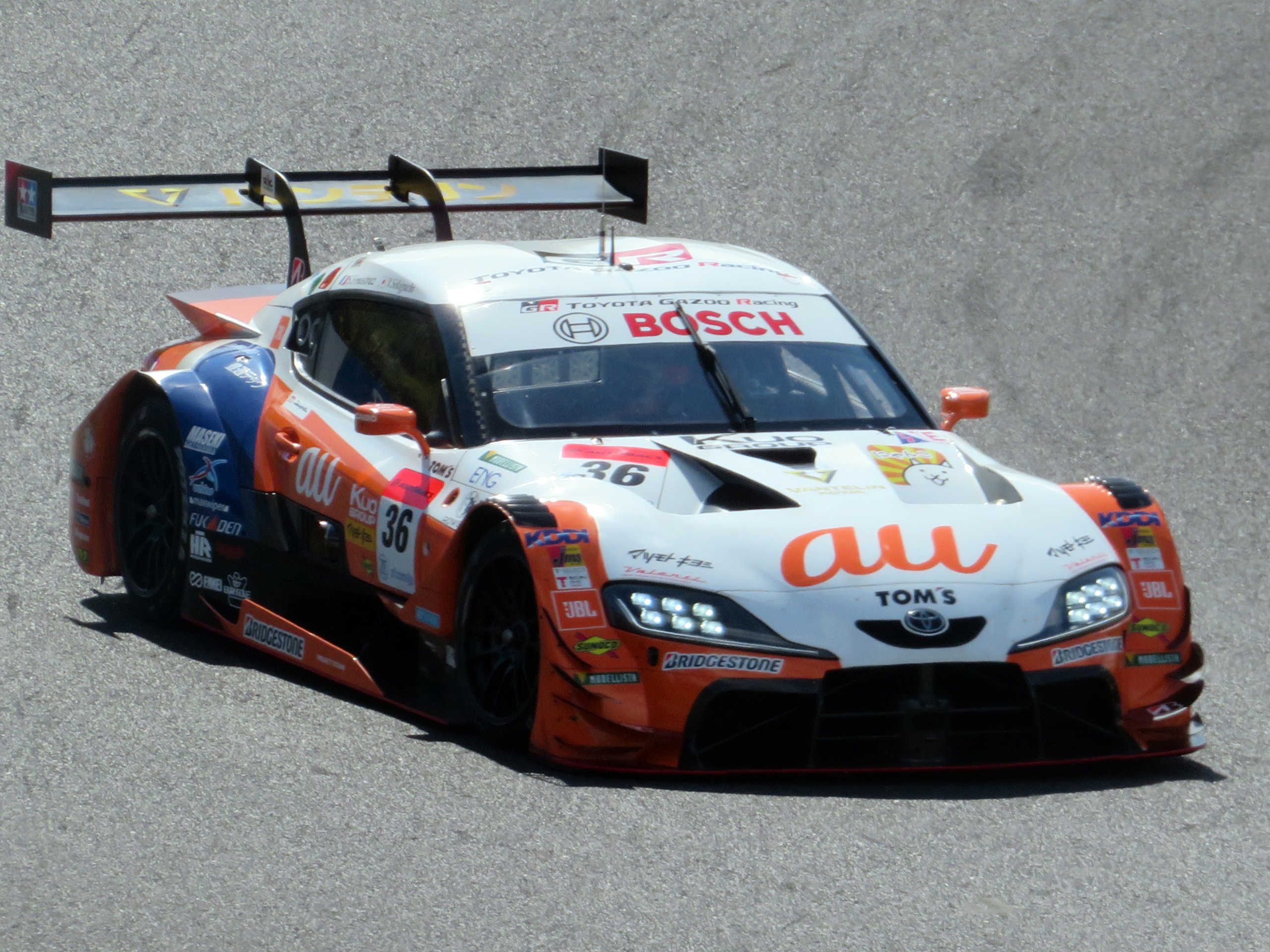
au TOM'S GR Supra（2020年 36号車）

#### スーパー耐久
トムススピリットが1995年からグループNクラスにセリカやアルテッツァで参戦し、2003、2004年にタイトルを獲得した。
2005年をもって活動を休止したあと、6年半の空白期間を経て、2012年第4戦からトヨタ・86でST-4クラスに参戦する「GAZOO Racing SPIRIT」のオペレーションを担当。2015年の第3戦から「TOYOTA Team TOM'S SPIRIT」に改称し、2017・2018年にクラス王者となった。
2020年から2022年まではROOKIE Racingとのジョイント体制となり、GRヤリスや水素エンジンのカローラスポーツで参戦。2022年から2023年は「トムススピリット」として再度トヨタ・86でST-4クラスに参戦し、2022年に再度クラス王者となった。
2024年はROOKIE Racingの兄弟チーム「GR team SPIRIT」としてST-QクラスにGRスープラの先行開発車両で参戦。

#### ニュルブルクリンク24時間レース
2016年にTOYOTA GAZOO Racingのニュル24活動の3台目として、トムス自身が開発・チューニングしたレクサス・RC FでSP-PROクラスにエントリー。エントラント名は『TOYOTA GAZOO Racing With TOM'S』で、ドライバーは片岡龍也/土屋武士/大嶋和也/井口卓人。総合24位で121周を走破した。

## トムスGB
ヨーロッパにおけるトムスの活動拠点として、1987年にイギリスのノーフォーク州ヒンガムに設立した現地法人。世界スポーツプロトタイプカー選手権 (WSPC) にフル参戦するTTTの前線基地となったほか、コンストラクターとして独自にF3マシンを開発・販売した。
1992年にはファクトリーを拡張し、鮒子田寛が社長に就任。密かにアラン・プロストとタッグを組んでF1参戦計画を推進し、マシン設計者としてジョン・バーナードを迎え入れたが、トヨタからF1へのエンジン供給を引き出せなかった。バーナード離脱後はフランク・コパックが後任となり、フォードのカスタマーエンジンでのF1参戦を目指したが、資金調達が難航して頓挫した。
BTCC（イギリスツーリングカー選手権）にも1993年からカリーナEで参戦しており、1996年にインディペンデントクラスでタイトルを獲得している。
トムスGBは1998年にアウディに売却され、「レーシング・テクノロジー・ノーフォーク」 (RTN) と改名。アウディ・R8やアウディ・R10 TDI、ベントレー・スピード8といったマシンを製作し、ル・マンにおける成功を支えた。2010年から2012年まではロータス・レーシング（ケータハムF1チーム）の拠点となった。

## チューニングパーツメーカーとしての活動
事業内容にもあるように、基本的にトヨタ車専門のパーツメーカーである（かつてDoエンジニアリングとの共同で、マツダ・RX-7(FD3S)用アドヴォクスを発売した例外はある）。
ディーラー販売もされるため、法規に則って公道での使用を中心とした手堅いメニューが多く、ナンバー取得が不可能になるような違法、もしくは過度なチューニングは取り揃えていない。商品では、高価格車高調「コイルダンパーユニット アドヴォクス」において乗り心地の犠牲を伴わずに運動性能を向上させるコンセプトが高評価を受けた。
このアドヴォクスの機能向上のためフロアプレースバーを製作販売し、また「アドヴォクスと組み合わせるとドライバーにとって違和感のある動きをする」という理由でARSキャンセラーを製作するなど、足回り関係の商品には重点を置いている。
また、解析が難しいと言われたトヨタ・アリスト（JZS161 アリストV300）のチューンドECUである「T.E.C.II」を製作、販売するなど、その技術力と開発力にはメーカー系の強みがある。

## 自動車製造
1995年には、トヨタ4AG・AE101エンジンをバスタブ状のカーボン モノコックにミッドシップ搭載し、ガルウイングのドアを持った小型スポーツカー「トムス エンジェルT01」を製造したが、量産とはならなかった。
その後はトヨタ及びレクサスの各モデルを元にしたチューニングカーの製造に専念し、2007年10月にはレクサス・GSをベースとする1台限定のチューニングカー「LEXUS GS50」をYahoo! オークションに出品した。

### コンプリートカー
- C５ソアラ - トヨタ・ソアラがベース車
- C５スープラ - トヨタ・スープラがベース車
- T101 - トヨタ・カローラレビンがベース車
- T082 - トヨタ・スターレットがベース車
- T020 - トヨタ・MR2がベース車
- アルテッツァ280T - トヨタ・アルテッツァがベース車
- VA300TOM’S - トヨタ・アリストがベース車
- TOM’S SUPRA - トヨタ・GRスープラがベース車
- TOM’S CENTURY - トヨタ・センチュリーがベース車
- TOM’S GR86 TURBO - トヨタ・GR86がベース車
- TOM’S SUPRA TOURER - トヨタ・GRスープラがベース車
- TOM’S GS F produced by Kazuki Nakajima - レクサス・GS Fがベース車
- TOM’S GR YARIS - トヨタ・GRヤリスがベース車
- TOM’S IS300 - レクサス・ISがベース車
- TOM’S GR86 TS - トヨタ・GR86がベース車